# بيتي تشونغ
بيتي تشونغ (بالصينية: 鍾玲玲) هي مغنية صينية، ولدت في 1947 في هونغ كونغ في الصين.

## وصلات خارجية
- بيتي تشونغ على موقع ميوزك برينز (الإنجليزية)
- بيتي تشونغ على موقع ديسكوغز (الإنجليزية)